# 回教姐妹组织

回教姐妹组织标志。

回教姐妹组织（Sisters in Islam，简称SIS，也译作伊斯兰姐妹组织）是马来西亚的一个非政府组织，由一群信奉回教的女性所组成，宗旨是在秉持回教教义下为女性争取权益。这个组织的成员支持回教改革，反对某些社会人士以回教为藉口而否定女性的基本人权。她们认为在诠释回教教义时，女性的经验、观点和声音应受到重视，信仰回教的女性也应享有平等的权利去参与国家的经济和文化建设。
从创办至今，回教姐妹组织一直积极为女性争取权益，她们过去的活动包括了：出版学术书籍以探讨回教妇女的困境、建议修改回教家庭法、为弱势者提供法律援助等。由于长期为促进社会开放与拓展自由民主空间作出贡献，回教姐妹组织在2008年获得由吉隆坡暨雪兰莪中华大会堂颁发的公民社会奖。

## 创办背景
回教姐妹组织创办于1988年，最初是由一群律师、社运分子和记者等专业人士所组成，其中包括了再娜·安华、玛丽娜·马哈迪等政界名人之后。1993年，这个组织注册为受承认的非政府组织。她们所推动的一系列工作有：研究与诠释回教教义、呼吁法律改革、提高公众的宗教醒觉以及制定争取女权的策略等等。回教姐妹组织的标志取自画家莎莉花·朱利亚的画作Rahim；“rahim”这个词在马来语中可以有几层意思，它可以指怜悯、关怀，也可以指女性的子宫。

## 公共争议
由于回教姐妹组织对于回教教义的诠释抱持着开明的态度，多次质疑马来西亚回教法庭的裁决，这使到该组织经常招来国内其他回教团体的批评。该组织所出版的书籍也一度被内政部所查禁，理由是书籍内容危害公共秩序、违反回教教规等等。在野政党回教党也一度议决查禁散播自由回教理念的回教姐妹组织，所持理由是该组织传播的看法混淆社会大众，但这项议决遭到广泛的批评。

## 外部衔接
- 回教姐妹组织官方网站